# Olle Johansson
Pour les articles homonymes, voir Johansson.
Olle Johansson, né le 16 septembre 1927 à Borås et mort le 9 août 1994 à Göteborg, est un nageur et joueur de water-polo suédois.

## Palmarès

### Championnats d'Europe
- Championnats d'Europe 1947 à Monte-Carlo 
  -  Médaille d'or sur 4 × 200 mètres nage libre.
- Championnats d'Europe 1950 à Vienne 
  -  Médaille d'or sur 4 × 200 mètres nage libre.